# Kaczkowice (Świętokrzyskie)
Kaczkowice [pronunciación en polaco: /kat͡ʂkɔˈvit͡sɛ/] es un pueblo situado en el distrito administrativo de Gmina Bejsce, dentro del Distrito de Kazimierza, en el voivodato de Świętokrzyskie, en el centro-este de Polonia. Se encuentra aproximadamente a 7 kilómetros al sudoeste de Bejsce, a 8 kilómetros al sudeste de Kazierza Wielka, y a 75 kilómetros al sur de la capital regional, Kielce.